# El Deber
El Deber est un journal publié à Santa Cruz de la Sierra, en Bolivie. 